# Ajrovo
Ajrovo of Ayrovo (Bulgaars: Айрово) is een dorp in Bulgarije. Het is gelegen in de gemeente Kardzjali, oblast Kardzjali. Het dorp ligt 3 km ten zuiden van Kardzjali en 207 km ten zuidoosten van Sofia.

## Bevolking
Het dorp Ajrovo had bij de volkstelling van 7 september 2021 inwoneraantal van 527 personen. Dit waren 90 mensen (-14,6%) minder dan 617 inwoners bij de officiële census van februari 2011. De gemiddelde jaarlijkse groei in die periode komt daarmee uit op -1,5%, hetgeen lager is dan het landelijk jaarlijks gemiddelde over deze periode (-1,14%). In 1985 woonden er echter nog 1.112 personen in het dorp: veel etnische Turken (en andere moslims) verlieten destijds Bulgarije als gevolg van de assimilatiecampagnes van het communistisch regime van Todor Zjivkov, waarbij alle Turken en andere moslims in Bulgarije christelijke of Bulgaarse namen moesten aannemen en afstand moesten doen van hun islamitische gewoonten.
- 1934 139
Koninkrijk Bulgarije
- 1946 147
Volksrepubliek Bulgarije
- 1956 144
Volksrepubliek Bulgarije
- 1965 295
Volksrepubliek Bulgarije
- 1975 690
Volksrepubliek Bulgarije
- 1985 1112
Volksrepubliek Bulgarije
- 1992 472
Republiek Bulgarije
- 2001 627
Republiek Bulgarije
- 2011 617
Republiek Bulgarije
- 2021 527
Republiek Bulgarije

- Koninkrijk Bulgarije
- Volksrepubliek Bulgarije
- Republiek Bulgarije

In het dorp wonen nagenoeg uitsluitend etnische Turken. In de optionele volkstelling van 2011 identificeerden 459 van de 492 ondervraagden zichzelf als etnische Turken - oftewel 93,3% van alle ondervraagden. 32 ondervraagden noemden zichzelf etnische Bulgaren (6,5%).
| Etnische samenstelling van de respondenten (2011) | Etnische samenstelling van de respondenten (2011) | Etnische samenstelling van de respondenten (2011) | Etnische samenstelling van de respondenten (2011) | Etnische samenstelling van de respondenten (2011) |
| ------------------------------------------------- | ------------------------------------------------- | ------------------------------------------------- | ------------------------------------------------- | ------------------------------------------------- |
|                                                   |                                                   |                                                   |                                                   |                                                   |
| Bulgaren                                          | Bulgaren                                          |                                                   | 6,5%                                              | 6,5%                                              |
| Turken                                            | Turken                                            |                                                   | 93,3%                                             | 93,3%                                             |
| Roma                                              | Roma                                              |                                                   | 0,0%                                              | 0,0%                                              |
| Anders/Onbekend                                   | Anders/Onbekend                                   |                                                   | 0,2%                                              | 0,2%                                              |

Het dorp heeft een verouderende leeftijdsstructuur. In 2011 was 13% van de bevolking 14 jaar of jonger, terwijl 12% 65 jaar of ouder was. In 2021 wijzigde deze verhouding naar 11% respectievelijk 23%. Het percentage inwoners tussen 15-64 jaar daalde in die periode van met bijna tien procentpunten van 75,2% naar 65,5%.
|                    | 2011 | %      | 2021 | %      |
| ------------------ | ---- | ------ | ---- | ------ |
| Bevolking (totaal) | 617  | 100,0% | 527  | 100,0% |
|                    |      |        |      |        |
| 0-14               | 79   | 12,8%  | 59   | 11,2%  |
| 15-64              | 464  | 75,2%  | 345  | 65,5%  |
| 65+                | 74   | 12,0%  | 123  | 23,3%  |